# World Music Award 2005
I World Music Award 2005 (17ª edizione) si sono tenuti a Los Angeles il 31 agosto 2005.

## Premi speciali
- World Diamond Award: Bon Jovi

## Categorie e vincitori

### All Time
- World's Best-Selling Female Group of All Time: Destiny's Child
- World's Best-Selling Touring Band of All Time: The Rolling Stones

### Entertainers of the Year
- Female Entertainer of the Year: Mariah Carey
- Male Entertainer of the Year: Usher

### New
- World's Best-Selling New Female Artist: Gwen Stefani
- World's Best-Selling New Group: The Killers
- World's Best Selling New Pop Solo Artist: Jordan Cahill
- World's Best-Selling New Male Artist: The Game

### Pop
- World's Best-Selling Female Pop Artist: Mariah Carey
- World's Best-Selling Male Pop Artist: 50 Cent
- World's Best-Selling Pop Group: Destiny's Child

### Pop Rock
- World's Best-Selling Pop Rock Artist: Eminem

### Rap Hip-Hop
- World's Best-Selling Rap Hip-Hop Artist: Eminem

### Rock
- World's Best-Selling Rock Group: U2

### R&B
- World's Best-Selling R&B Artist: Mariah Carey
- World's Best-Selling R&B Group: Destiny's Child

### Premi regionali
- Best-Selling American Artist: Mariah Carey
- Best-Selling Australian Artist: Delta Goodrem
- Best-Selling Canadian Artist: Michael Bublé
- Best-Selling Dutch Artist: Within Temptation
- Best-Selling English Artist: Coldplay
- Best-Selling French Artist: Raphaël
- Best-Selling German Artist: Rammstein
- Best-Selling Greek Artist: Sakis Rouvas
- Best-Selling Italian Artist: Biagio Antonacci
- Best-Selling Middle Eastern Artist: Elissa
- Best-Selling Russian Artist: Philip Kirkorov
- Best-Selling Spanish Artist: Alejandro
- Best-Selling Swiss Artist: DJ Bobo
- Best-Selling Korean Artist:BoA